# Juan Azúa
Juan Gustavo Azúa Ramírez (Santiago, 17 de noviembre de 1938-ibíd., 14 de diciembre de 2006) fue un músico, compositor y director de orquesta chileno, reconocido en el ámbito artístico musical nacional por ser el fundador de la Big Band The Universal Orchestra, y por ser director de la orquesta del Festival Internacional de la Canción de Viña del Mar en los años 1975, 1978 y 1991.

## Vida artística
Inició su carrera artística a mediados de los años 1950, década en la que descubre la música tropical, en específico a la Orquesta Huambaly. Durante esos años decide iniciar sus estudios en el saxofón, y en 1956 ingresa como tenorista a la Orquesta Cubanacán cuando tenía apenas 17 años de edad. En esta orquesta lograría prestigio como hombre de sección, y además sería el inicio de su amplia trayectoria musical ligada a los bronces y los arreglos orquestales.
Azúa se mantuvo en la Orquesta Cubanacán hasta 1962. Ese mismo año decide formar y dirigir su primer ensamble de música popular, al que nombró Los Bronces de Monterrey. Su ensamble musical contó con la presencia de músicos como su hermano saxofonista Kiko Azúa, el baterista Carlos Figueroa, un joven pianista Pancho Aranda y el trompetista Ricardo Barrios. Este ensamble se convirtió rápidamente en la orquesta estable de diversos programas televisivos entre 1966 y 1971.
Se desempeñó como director de la Orquesta de Radio Cooperativa en 1965, y en 1974 asume la dirección orquestal del primer musical de Broadway estrenado en Chile, El hombre de La Mancha. Esta sería la primera gran orquesta formada bajo su tutela, y el musical se transformó en un éxito de taquilla, contando con temporadas en el Teatro Municipal de Santiago.
El trabajo realizado para el musical le significó asumir la responsabilidad de la formación y dirección orquestal del XVI Festival Internacional de la Canción de Viña del Mar, de 1975. Posteriormente vuelve a participar como director oficial de la orquesta del  Festival Internacional de la Canción de Viña del Mar, en las ediciones de 1978 y 1991.
A lo largo de su trayectoria, Azúa participó de diversos programas misceláneos de televisión como Esta noche... fiesta, Sábados Gigantes, Lunes gala y Éxito. Dirige el musical El violinista en el tejado en 1978, y además participa desde los inicios en la campaña solidaria Teletón.
Azúa también participó en la dirección orquestal en la VI edición del Gran Premio de la Canción Iberoamericana OTI 1977, en donde dirige la orquesta en representación de chile para la canción "Oda a mi Guitarra" interpretada por la cantante Capri.
Al año siguiente asume la dirección orquestal oficial del Festival OTI 1978 (tanto la preselección chilena como la competencia internacional). Esta edición fue realizada en Chile. 
Todo este trabajo consagraría a Azúa como director de orquestas de televisión y espectáculo. Sin embargo, su oposición a la dictadura militar lo llevó a ser marginado de la televisión por algunos años, en específico a fines de la década de 1970 y mediados de los años 1980. Algunos hechos relacionados con la política en los que Azúa se vio involucrado fueron por ejemplo en el Festival de Viña del Mar. En los años en que dirige la orquesta del festival se hace presente Augusto Pinochet en el Anfiteatro de la Quinta Vergara, momentos en los que debía ser interpretado el Himno nacional de Chile en medio del espectáculo, a lo que Azúa se negó debido a que la dictadura militar estableció que después de la quinta estrofa y el coro, se entonaban la tercera estrofa -«Vuestros nombres, valientes soldados...».
El maestro Azúa también participó del cierre de la Campaña por el No para el plebiscito nacional de Chile de 1988, en dicha ocasión invitó a cantar junto a su orquesta el himno “Chile, la alegría ya viene”. Además, interpretó otras canciones como “Chile, puro corazón”, “Chile dice No” y un especial arreglo de "Pennsylvania 6-5000", obra original de Glenn Miller que es conocida en Chile como la cortina oficial de la Teletón, con una pequeña variación, en la parte en que comúnmente se canta el RUT de la cuenta de Teletón, la gente coreó “que se vaya Pinochet”
A mediados de la década de 1990, Azúa comienza a recopilar obras del repertorio jazzístico y del repertorio nacional de la década de los 50. Posteriormente en el año 2000, Azúa se convierte en el artífice, director y arreglador de The Universal Orchestra, Big Band con la que se propuso recrear el ambiente de la década de 1950 en Chile por medio de un espectáculo de música que unió swing, música tropical y canciones de la Nueva Ola. Esta orquesta ha contado con la participación de músicos y cantantes que pertenecieron a orquestas chilenas de música tropical, como Humberto Lozán y Carmelo Bustos de la Orquesta Huambaly, Rudy Ávalos de Los Peniques y Giolito y su Combo, y Juan Saravia, quien revivió el mambo de Dámaso Pérez Prado.

## Fallecimiento
El maestro Juan Azúa falleció el 14 de diciembre de 2006 a causa de un infarto al miocardio, el hecho ocurrió mientras jugaba un partido de fútbol.
La noticia de su deceso causó un gran pesar en el mundo artístico nacional, especialmente entre los integrantes de The Universal Orchestra. Personajes como Valentín Trujillo y Héctor "Parquímetro" Briceño rindieron homenajes en sus funerales.